# Московский городской педагогический институт имени В. П. Потёмкина
Московский городской педагогический институт имени В. П. Потёмкина — высшее учебное заведение, существовавшее в Москве с 1931 по 1960 год. Институт примечателен большим количеством известных специалистов в самых разных областях среди его выпускников и преподавателей. Вокруг кафедры русского языка группировались ведущие московские фонологи 1930-х годов.

## История
В 1931 году в Москве был образован вечерний городской педагогический институт; в 1933 году он был преобразован в дневной институт с вечерним отделением.
По некоторым сведениям, в октябре 1941 года институт прекратил своё существование и был вновь открыт лишь в 1943 году.
По другим сведениям, МГПИ продолжал работу в течение всей войны, причём не был эвакуирован. Более того, в ноябре — декабре 1941 года в него был влит в качестве художественно-графического факультета (в то время первого и единственного такого факультета в стране) Московский городской учительский художественный институт.
После смерти народного комиссара просвещения РСФСР В. П. Потёмкина в 1946 году институту было присвоено его имя.
С 1954 года институт имел факультеты:
- Английского языка
- Географический
- Естествознания
- Иностранных языков (вечерний)
- Исторический
- Романо-германских языков
- Русского языка и литературы (с отд. логики и психологии)
- Физико-математический
- Художественно-графический

Существовали астрономическая обсерватория, биологическая и географическая станции.
Занятия проводились в зданиях, разбросанных по городу, что создавало заметные трудности.
В МГПИ печаталась газета «За педагогические кадры», в которой публиковались статьи преподавателей и студентов.
В 1960 году вуз был слит с МГПИ им. В. И. Ленина (современный МПГУ).
Какой-либо исторической связи с Московским городским педагогическим университетом, основанным в 1995 году, не прослеживается.

## Известные преподаватели
- Р. И. Аванесов, лингвист, член-корреспондент АН СССР. Заведовал кафедрой русского языка.
- Д. С. Бабурин, историк. Был деканом исторического факультета.
- Н. И. Балашов, литературовед, академик РАН. Был доцентом кафедры всеобщей литературы.
- А. Г. Банников, биолог.
- В. В. Виноградов, лингвист и литературовед, академик АН СССР. Был профессором кафедры русского языка.
- Г. О. Винокур, лингвист и литературовед.
- Б. А. Воронцов-Вельяминов, астроном, автор школьного учебника по астрономии и сборника задач. Заведовал кафедрой астрономии.
- Н. А. Глаголев, геометр.
- Н. П. Грацианский, историк. Заведовал кафедрой истории средних веков.
- В. Д. Девкин, лексикограф, преподаватель немецкого языка. Окончил аспирантуру института, защитил кандидатскую диссертацию. Позднее преподавал, заведовал кафедрой.
- Б. М. Завадовский, биолог, академик ВАСХНИЛ. Заведовал кафедрой дарвинизма (1943—1948).
- А. Н. Кабанов, физиолог и педагог. Заведовал кафедрой физиологии человека и животных.
- П. С. Кузнецов, лингвист. Был доцентом кафедры русского языка.
- Б. М. Неменский, живописец и педагог.
- С. И. Огнёв, биолог. Заведовал кафедрой зоологии.
- С. И. Ожегов, лингвист, лексикограф. Автор знаменитого однотомного толкового словаря русского языка.
- В. Г. Орлова, лингвист. Окончила аспирантуру и защитилась под руководством Р. И. Аванесова. Позднее преподавала.
- А. В. Пёрышкин, автор широко известного в своё время школьного учебника физики. Был первым деканом физико-математического факультета и первым заведующим кафедрой физики.
- А. В. Петровский, психолог, первый президент РАО. Окончил филологический факультет МГПИ, там же защитил кандидатскую диссертацию. Позднее был преподавателем.
- В. С. Попов, основатель и главный дирижёр Большого детского хора Всесоюзного радио и Центрального телевидения СССР.
- А. А. Реформатский, лингвист, автор широко известного учебника языкознания.
- А. М. Селищев, лингвист, член-корреспондент АН СССР. Был профессором кафедры русского языка.
- И. Г. Серебряков, ботаник. После августовской сессии ВАСХНИЛ 1948 года, уволенный из Ботанического сада МГУ как «вейсманист-морганист», несколько лет работал преподавателем, а затем заведующим кафедрой ботаники.
- В. Н. Сидоров, лингвист.
- Н. В. Смирнов, математик, член-корреспондент АН СССР, лауреат Сталинской премии.
- А. М. Соловьёв, художник, мемуарист, активный участник Белого движения, заведующий кафедрой рисунка.
- А. М. Сухотин, лингвист. Был профессором кафедры русского языка.
- Е. М. Чепцов, живописец и педагог.
- С. В. Чефранов, географ, автор школьных учебников по географии. Заведовал кафедрой физической географии.
- В. К. Яцунский, историк.

## Известные выпускники
- Л. С. Айзерман, педагог.
- А. Я. Аронов, поэт, журналист.
- А. Р. Арутюнов, специалист по методике преподавания русского языка как иностранного.
- Е. Я. Басин, философ.
- Д. И. Валентей, демограф.
- Е. И. Гневушева, историк, публицист.
- Ю. П. Головатенко, поэт.
- В. П. Григорьев, филолог.
- Ф. Д. Даллада, автор-исполнитель.
- Н. А. Еськова, филолог, лингвист.
- В. Н. Зуйков, художник-постановщик, мультипликатор, график, иллюстратор. Заслуженный художник РСФСР.
- В. П. Котов, поэт, автор слов известных песен.
- М. М. Кукунов (1918—1998), художник-анималист и педагог.
- А. В. Кумма, сценарист-мультипликатор.
- В. Д. Левин, филолог.
- Е. П. Левитан, популяризатор астрономии, писатель.
- Н. Н. Леонтьева, лингвист.
- В. Т. Логинов, историк, биограф В. И. Ленина.
- В. Н. Некрасов, поэт.
- М. В. Панов, лингвист.
- А. Б. Пеньковский, филолог.
- В. М. Сапожников, учитель математики.
- М. Е. Соковнин, поэт, прозаик.
- Л. И. Солнцева, психолог.
- Н. Я. Тараканов, дипломат.
- Ю. С. Хазанов, писатель, переводчик.
- Г. М. Черных, учитель физики, Заслуженный учитель школы РСФСР.
- А. Г. Широкова, лингвист.
- Б. А. Эренгросс, философ, культуролог
- Э. Г. Юдин, философ.

### Аспиранты
- Д. П. Маковский, историк, краевед.
- А. Т. Николаева, палеограф.

### Учились, но не окончили
- Ю. А. Айхенвальд — поэт и правозащитник.
- П. П. Второв (после окончания 2 курса перевёлся на Географический факультет МГУ) — эколог и биогеограф.
- Н. Н. Дроздов (после окончания 2 курса перевёлся на Географический факультет МГУ) — биогеограф, телеведущий.
- Т. В. Полетика — художник-мультипликатор.